# Paul Busson
Paul Busson (* 9. Juli 1873 in Innsbruck; † 5. Juli 1924 in Wien) war ein österreichischer Journalist und Schriftsteller.

## Leben

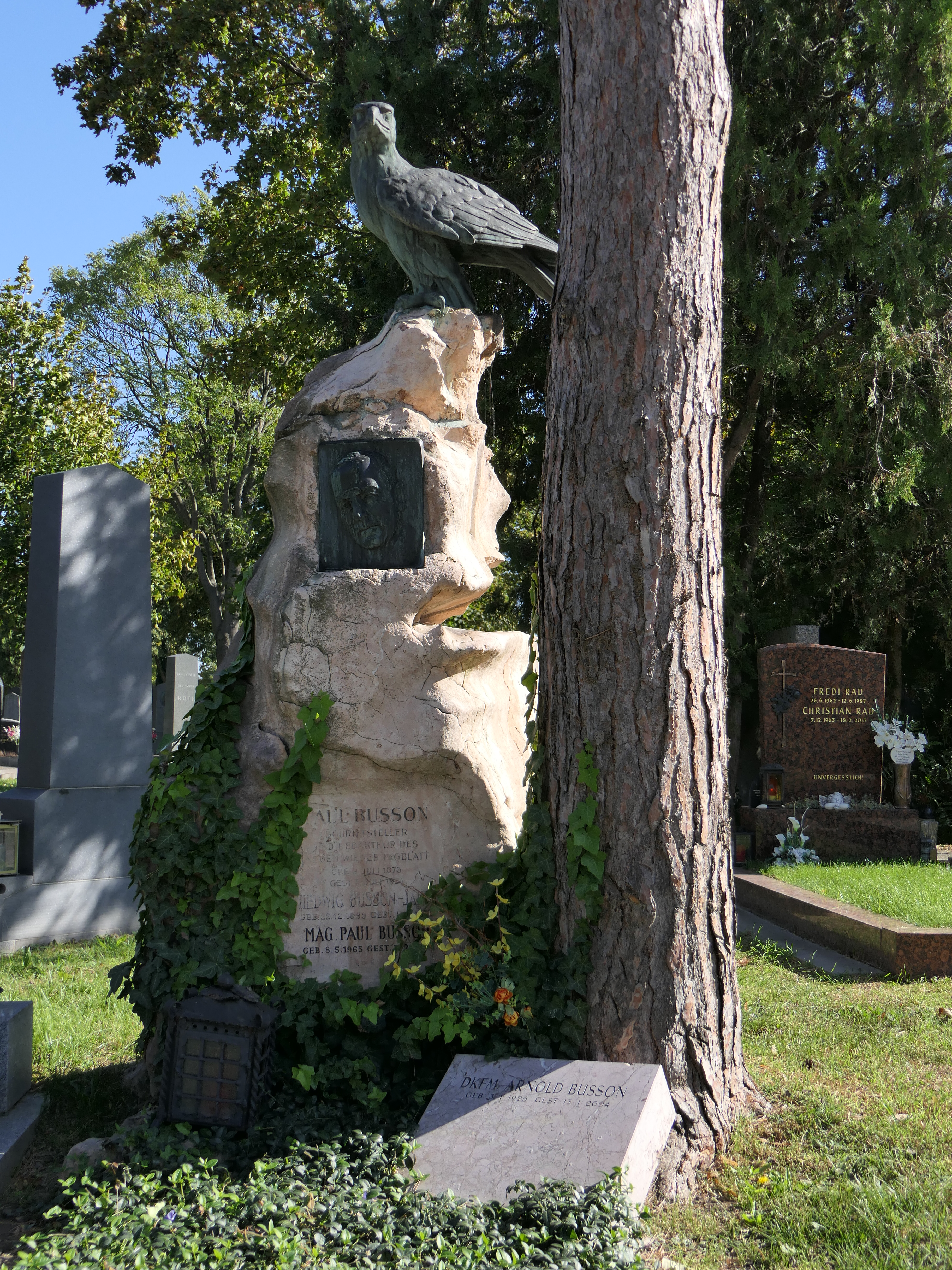
Grab von Paul Busson

Paul Bussons Eltern waren Emma Busson, geb. Ney, und der Universitätsprofessor und Historiker Dr. Arnold Busson. Paul war in einer Kinderschar von zehn Sprösslingen der Älteste, einer seiner Brüder war der Montanist Felix Busson. Er maturierte 1892 in Graz und studierte Medizin. Nach dem Freiwilligenjahr bei den Achter-Husaren wurde er 1897 Offizier und ging als Leutnant nach Galizien. Wegen einer Krankheit deaktiviert, lebte er seit 1900 in Wien, wurde Redakteur beim Neuen Wiener Tagblatt und schrieb für den Simplicissimus. Zahlreiche Reisen führten ihn in seiner Eigenschaft als Journalist nach Bosnien, Serbien und Bulgarien, zudem besuchte er Italien, Albanien, Schweden und Dänemark. Nachdem er 1914 die Leitung des Feuilletons im Tagblatt übertragen bekommen hatte, wurde er im Ersten Weltkrieg – aufgrund seiner Erfahrungen – als Reporter an den verschiedensten Kriegsschauplätzen eingesetzt. Nach Kriegsende zog er sich wegen einer Herzkrankheit auf ein Jagdgut in Neunzen im Waldviertel zurück.
Er betätigte sich als Dramatiker und schrieb Geschichtsromane mit phantastisch-mystischen Elementen; dabei verarbeitete er phantastische Themen wie die Seelenwanderung (Die Wiedergeburt des Melchior Dronte) oder das Werwolf-Motiv (Der Schuß im Hexenmoos).
Im Jahr 1955 wurde in Wien-Donaustadt (22. Bezirk) die Bussongasse nach ihm benannt.
Er war Mitglied der Corps Joannea Graz (1893) und Schacht Leoben (1924).
Sein Grab befindet sich im Bereich der Ehrengräber auf dem Wiener Zentralfriedhof.

## Werke
- 1901 Gedichte
- 1903 Ruhmlose Helden. Vier dramatische Balladen mit einem Vorspiel, Langen, München, DNB 365316199[3]
- 1903 Aschermittwoch. Novellen
- 1904 Azrael, Roman
- 1905 Besiegte., Novellen
- 1909 Arme Gespenster. Historische Novellen
- 1911 Nelsons Blut., Novellen
- 1913 Wiener Stimmungen. Essays, Mohr, Wien, DNB 572815573
- 1919 Seltsame Geschichten. Kienreich, Wien, DNB 579011542
  - daraus: Die Kleinodien des Tormento. (JMB Verlag, Hannover 2022. Kabinett der Phantasten #99. ISBN 978-3-95945-037-9)
- 1919 Das schlimme Englein.
- 1920 Aus der Jugendzeit. Erinnerungen und Träume aus alten Tagen. Langen, München, DNB 572815565
- 1920 J. A. E. Ein deutscher Roman. Wiener Literarturanstalt, Wien, DNB 572815557
- 1921 Die Wiedergeburt des Melchior Dronte: Der Roman einer Seelenwanderung. Rikola Verlag, Wien, DNB 573908362 (nachgedruckt als Der Seelenwanderer)
- 1923 Die Feuerbutze. Rikola Verlag, Wien, DNB 573908338 (auch Feuer auf den Gletschern. Roman aus der Zeit der Tiroler Freiheitskämpfe von 1809.)
- 1923 Bunte Erlebnisse., Erzählungen, Verlag Steyrermühl, Wien, DNB 579011526
- 1923 Verklungene Fanfaren. Verlag Steyrermühl, Wien, DNB 579011534
- 1923 Der Schuß im Hexenmoos. Der Lockruf. König Kaspar. Drei unheimliche Erzählungen, Verlag Steyrermühl, Wien, DNB 579011518
- 1924 Jagd- und Tiergeschichten. Verlag Steyrermühl, Wien, DNB 579011550 (mit einem Vorwort von Erwin Rainalter)
- 1927 Sylvester. Eine Sommergeschichte. F. G. Speidel’sche, Wien, DNB 573908346
- 1930 Vitus Venloo. Die Geschichte einer Jugend. F. G. Speidel’sche, Wien, DNB 573908354

## Verfilmung
- 1924 Moderne Ehen (Regie: Hans Otto Löwenstein)